# تاج الملوك‌ أم الخاقان
تاج الملوك (بالفارسیة: تاج‌الملوک) والملقبة بأُم الخاقان (توفيت في ذي القعدة 1327 هـ الموافق نوفمبر/ ديسمبر 1909م) ملكة قاجارية، زوجها مظفر الدين شاه وإبنها محمد علي شاه.

## أسرتها
تاج الملوك هي ابنة الصدر الأعظم ميرزا محمد تقي خان فراهاني الملقب بأمیر کبیر من زوجته الأميرة عزت الدولة شقيقة ناصر الدين شاه القاجاري، وكانت تاج الملوك المولود الأول لهما، كما أن لها شقيقة أخرى هي همدم الملوك.

## نشأتها
كانت تاج الملوك في حوالي السنة الثانية من عمرها حينما تدهورت العلاقة بين والدها أمير كبير وخالها ناصر الدين شاه بسبب الوشايات والمؤامرات التي حيكت من قبل جدتها مهد عليا أُم الشاه وعدد من الوزراء والمسؤولين في البلاط، فانتقل أمير كبير وأسرته إلى كاشان، حيث تم قتله في الحمّام في مطلع سنة 1852م، وانتقلت تاج الملوك مع والدتها وشقيقتها إلى طهران بأمر من الشاه.
وبعد فترة قصيرة تزوجت أمها عزت الدولة من ميرزا كاظم خان نظام الملك وهو ابن الصدر الاعظم ميرزا آقا خان نوري بإلحاح من والدتها مهد عليا، لتبقى تاج الملوك وشقيقتها تحت رعاية جدتهما مهد عليا.

## الزواج
بأمر من مهد عليا تم في سنة 1279 هـ عقدقرآن تاج الملوك على ابن خالها الأمير مظفر الدين ميرزا (مظفر الدين شاه فيما بعد) وكان في العاشرة من عمره، وأيضاً عقدقرآن شقيقتها همدم الملوك على ابن خالها الآخر الأمير سلطان مسعود ميرزا يمين الدولة، إلّا أنهم بقوا في طهران عامين آخرين لحين إتمام الزواج.
وفي أكتوبر من عام 1867 أُقيم احتفال الزواج للعروسين في تبريز واستمر لسبع ليال، وبعد انتهاء الاحتفالات انتقلت تاج الملوك إلى بيت زوجها.

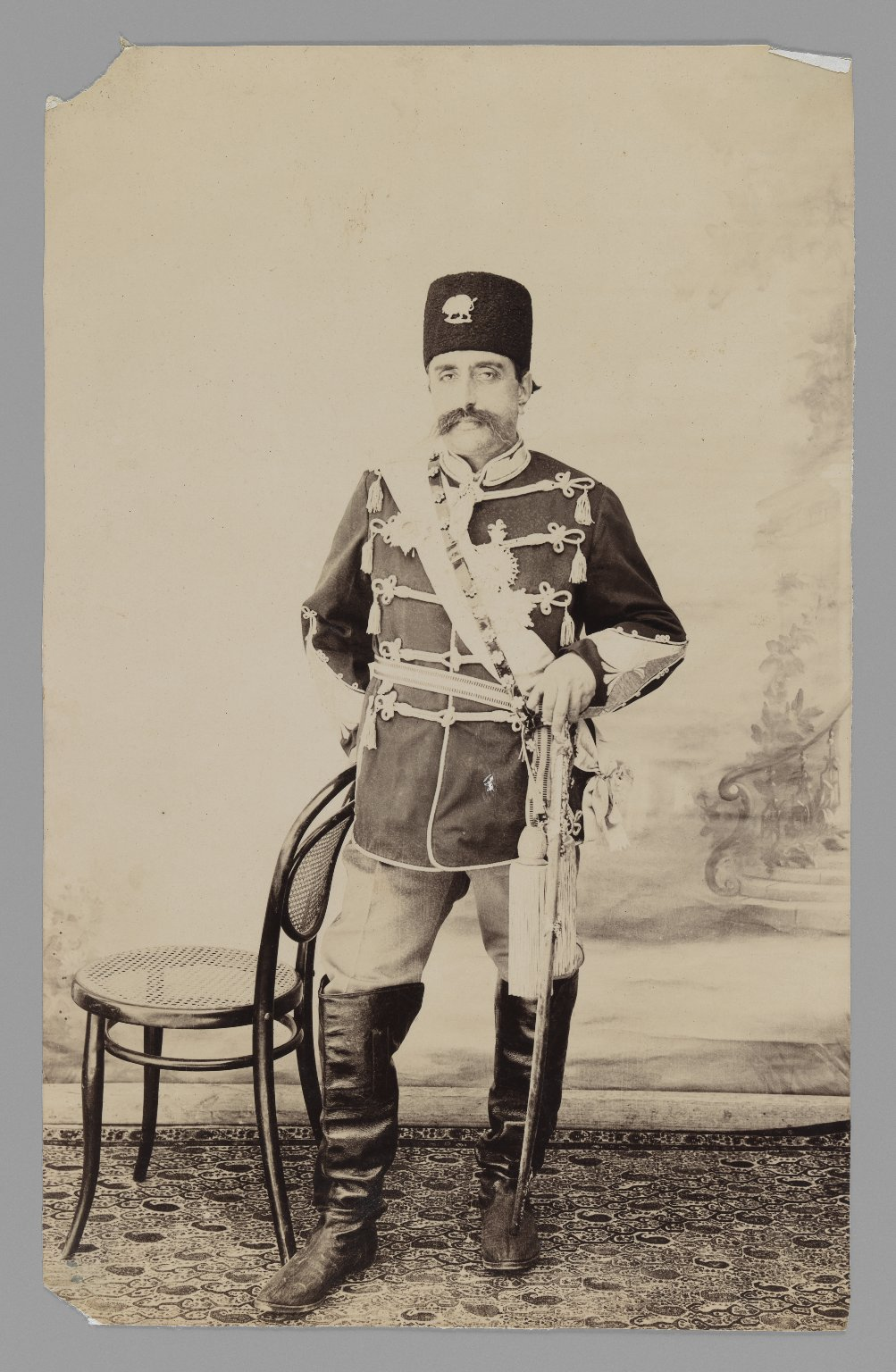
مظفر الدين شاه الزوج الأول لتاج الملوك

أثمر زواج تاج الملوك ومظفر الدين شاه عن ثلاثة اولاد:
- محمد علي ميرزا (محمد علي شاه فيما بعد) وبعد إنجابها له لُقّبت تاج الملوك بأم الخاقان.
- أحمد ميرزا توفي في الثامنة من عمره.
- عزت السلطنة تزوجت من الأمير عبد الحسين ميرزا فرمانفرما.[4]

أصبحت تاج الملوك ذات نفوذ بعد ولادة إبنها محمد علي ميرزا، لكن سرعان ما تدهورت علاقتها بزوجها ولي العهد لأسباب غير واضحة، فالبعض يرى أنها كانت تسعى للانتقام لمقتل والدها أمير كبير، فيما ادّعى البعض الآخر أن الخلاف سببه اتهامها بالفساد الأخلاقي، لكن يبدو أن هذا الخلاف برز بعد وفاة مهد عليا التي كانت المسؤولة عن شؤون الحريم والبلاط. وعاد الزوجان إلى طهران ليتم الطلاق بينهما في عام 1876.
رعت تاج الملوك أطفالها في أول عامين بعد الطلاق، ثم أمرت شكوه السلطنة زوجة ناصر الدين شاه ووالدة مظفر الدين شاه أن يؤخذ حفيدها محمد علي ميرزا من أمه تاج الملوك ويصبح تحت رعايتها ورعاية إحدى زوجات مظفر الدين وهي دلپسند باجي معزز السلطنة فنشأ في بلاط جده ناصر الدين شاه.
بعد انفصالها عن الأمير مظفر الدين ميرزا تزوجت تاج الملوك من رجل الدولة ميرزا إبراهيم خان معتمد السلطنة مستوفي ولاية آذربيجان آنذاك، ولم يستمر هذا الزواج أيضاً وانتهى بالانفصال خصوصاً وإنه لم يثمر عن أي أطفال، أما زواجها الثالث فكان من ميرزا علي خان نصير السلطنة والذي توفي عام 1323 هـ.

## الحركة الدستورية

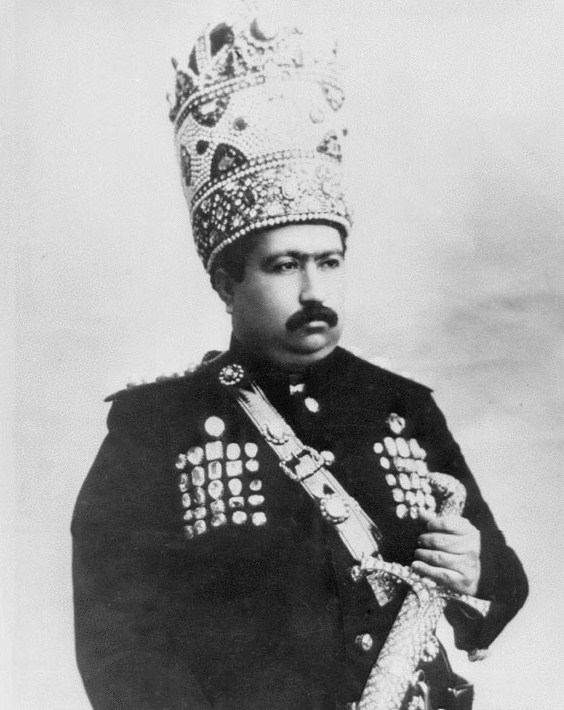
محمد علي شاه ابن تاج الملوك

بعد تصاعد الصراع بين أتباع الحركة الدستورية ومحمد علي شاه بدأ الدستوريّون بالتهجم على الشاه وأُمه تاج الملوك واتهامها بسوء الأخلاق واستغلال الصحافة في الترويج لهذه الاتهامات.

## وفاتها
بعد خلع ابنها محمد علي شاه عن العرش القاجاري، بقيت تاج الملوك في إيران، وقرّرت التوجه إلى كربلاء في العراق إلّا أنها توفيت في الطريق في قصر شيرين الواقعة في محافظة كرمنشاه غرب إيران في شهر ذي القعدة سنة 1327 هـ أواخر عام 1909م.